# 勝見庸太郎プロダクション
勝見庸太郎プロダクション（かつみようたろう-、1926年 設立 - 1930年 活動停止）は、かつて京都に存在した映画製作会社である。松竹蒲田撮影所で監督となった俳優の勝見庸太郎が設立し、牧野省三のマキノ・プロダクションとの提携により、自らの主演・監督作を製作した。

## 略歴・概要
1926年（大正15年）の初め、松竹蒲田撮影所と喧嘩をして飛び出した主演俳優兼映画監督の勝見庸太郎は、京都でマキノ・プロダクションの監督となっていた弟の正義に説得され、松竹蒲田の「勝見一派」を引き連れて設立したのが、この「勝見庸太郎プロダクション」であった。首尾よく牧野は勝見を受け入れ、専属とし、製作した作品はマキノ・プロダクションが配給した。
設立第1作は、勝見の監督・脚本・主演作品『恋の丸橋』であった。同作は、マキノ省三が総指揮を執り、勝見が「勝見黙笑」名義で脚本を書き監督し、弟の正義が監督補として支え、松田定次がカメラを回し、勝見自身がマキノの女優玉木悦子こと環歌子と共演した作品で、尺が15巻もある大作で、同年11月14日、マキノ御室作品の衣笠貞之助監督作『話』と同日に別系統で封切られた。
1927年（昭和2年）、21歳の無名の青年八田尚之を入社させている。勝見は彼の才能を見抜き、翌1928年（昭和3年）3月、八田のオリジナルストーリーを採用して勝見が脚本を執筆して映画化、同年11月には、八田を脚本家としてデビューさせた。八田と勝見の関係は勝見の晩年までつづいた。また、名古屋のマキノ・プロダクション中部撮影所（所長・マキノ正博）で牧野が撮影を開始した『忠魂義烈 実録忠臣蔵』に、「立花左近」役で勝見は出演、同作では一介の俳優として、マキノ作品に協力した。1927年の全作品と、1928年10月の『河内山と直侍』までは弟の正義が監督した。
1929年（昭和4年）7月25日、牧野省三が死去、没後50日を経た同年9月に牧野の長男・マキノ正博を中心とする新体制が発表されたが、勝見も八田もそこには名をつらねてはいない。しかしそれ以降、八田は勝見作品以上にマキノの現代劇の主力として、人見吉之助監督とのコンビを中心に19本を執筆し、勝見も同年内に5本の作品を製作、うち4本を監督した。
1930年（昭和5年）前半は作品を発表していない。7月1日に『メリケンジャプ』、7月20日に『海辺のローマンス』が公開されて、それ以降は活動を停止した。同社は25本の作品を残し、勝見はしばらく映画界を離れた。

## フィルモグラフィ
1926年 - 1本
- 恋の丸橋　総指揮マキノ省三、監督・脚本勝見黙笑、監督補勝見正義、撮影松田定次、主演勝見庸太郎、共演玉木悦子、市川小文治、関根達発、森悦郎、飯田英夫、都賀清司、鈴木澄子、武井龍三

1927年 - 6本
- 喧嘩買兵衛　総監督マキノ荘造、監督勝見正義、原作勝見黙笑、脚色西條照太郎、撮影石本英雄、主演勝見庸太郎、共演児島武彦、飯田英二、玉木潤一郎、永井柳太郎、都賀清司、杉狂児、鈴木澄子
- 人間治郎吉　指揮マキノ荘造、監督勝見正義、原作鈴木泉三郎、脚色西條照太郎・並木狂太郎、撮影石本英雄、主演勝見庸太郎、共演荒木忍、浦路輝子、尾上松緑 (2代目)、森悦郎、中根龍太郎、東郷久義
- 紺屋高尾　監督勝見正義、脚本勝見黙笑、主演勝見庸太郎、共演浦路輝子
- 人間屑　指揮マキノ荘造、監督勝見正義、脚本勝見黙笑、撮影石本英雄、主演勝見庸太郎、共演マキノ正博、鈴木澄子
- 荒神山　監督勝見正義、原作神田伯山、脚本勝見黙笑、撮影石本英雄、主演勝見庸太郎、共演浦路輝子
- 文七元結　監督勝見正義、原作・脚本勝見黙笑、撮影石本英雄、主演勝見庸太郎、共演浦路輝子、都賀一司、児島武彦、マキノ梅太郎、大林梅子、三保松子、玉木潤一郎、大岡怪童

1928年 - 5本
- 金看板甚九郎異聞 雁の道　監督勝見正義、原作・脚本西条章太郎、撮影石本英雄、主演勝見庸太郎、共演森悦郎、児島武彦
- べらぼう長者　監督勝見正義、原作八田尚之、脚本勝見黙笑、撮影松浦詩華留、主演勝見庸太郎、共演森悦郎
- 紺屋高尾　監督勝見正義、脚本勝見黙笑、撮影石本英雄、主演勝見庸太郎、共演浦路輝子
- 河内山と直侍　監督勝見正義、脚本西条章太郎、撮影石本英雄、主演勝見庸太郎、共演浦路輝子、片岡千恵蔵、山本礼三郎
- 馬子日記　監督・主演勝見庸太郎、原作・脚本八田尚之、撮影木村角山、共演浦路輝子

1929年 - 11本
- 血の船　監督・主演勝見庸太郎、脚本伊賀山正徳、撮影木村角山、共演浦路輝子
- 円タク　監督勝見正義、原作・脚本勝見黙笑、撮影下村健二、主演勝見庸太郎、共演浦路輝子、近藤伊与吉
- 軍太万才　監督・主演勝見庸太郎、原作・脚本八田尚之、撮影下村健二、共演浦路輝子、森悦郎、速見稔、巴蝶子
- 美人座　監督・原作・主演勝見庸太郎、脚本八田尚之、撮影下村健二、共演森悦郎
- 愚人街　監督・主演勝見庸太郎、原作・脚本八田尚之、撮影下村健二、共演速見稔、巴蝶子
- かもめ　監督・主演勝見庸太郎、原作・脚本八田尚之、撮影下村健二、共演若草美智子、速見稔
- 新婚脱線　監督・主演勝見庸太郎、原作・脚本八田尚之、撮影下村健二、共演若草美智子
- 義士外伝 馬喰の丑五郎　監督・主演勝見庸太郎、原作・脚本・撮影下村健二、共演森悦郎、若草美智子、速見稔
- 悲しき童貞　監督・主演勝見庸太郎、脚本八田尚之、撮影下村健二、共演若草美智子
- 風来坊　監督・主演勝見庸太郎、潤色・脚色志川達、撮影下村健二、共演速見稔、若草美智子
- 大逆倫　監督勝見正義、監督補並木鏡太郎、原作・脚本西条照太郎、撮影松浦茂・大森伊八・田辺憲治・木村角山・石本秀夫、主演勝見庸太郎、共演速見稔、森悦郎、荒木忍、尾上松緑、津賀清司、川田弘道、児島武彦、月形陽候、那智恵美子、浦路輝子、三保松子、松尾文人

1930年 - 2本
- メリケンジャプ　監督・主演勝見庸太郎、原作・脚本八田尚之、撮影下村健二、共演英百合子、若草美智子
- 海辺のローマンス　監督・主演勝見庸太郎、原作・脚本勝見黙笑、撮影下村健二、共演若草美智子

## 関連事項
- マキノ・プロダクション （牧野省三）

## 註
1. ↑  『日本映画監督全集』（キネマ旬報社、1976年）の「勝見正義」の項（p.114-115）を参照。同項執筆は岸松雄。
2. ↑  『日本映画監督全集』（キネマ旬報社、1976年）の「勝見庸太郎」の項（p.116）を参照。同項執筆は岸松雄。
3. ↑  『日本映画監督全集』（キネマ旬報社、1976年）の「八田尚之」の項（p.318）を参照。同項執筆は清水晶。
4. ↑  立命館大学衣笠キャンパスの「マキノ・プロジェクト」サイト内の「1929年 マキノ・プロダクション御室撮影所 所員録」の記述を参照。